# B-Day
B-Day je deseti studijski album njemačkog thrash metal sastava Tankard. Album je 10. srpnja 2002. godine objavila diskografska kuća AFM Records.

## Popis pjesama
| 1.    | »Notorious Scum«                    | 3:51 |
| 2.    | »Rectifier«                         | 4:12 |
| 3.    | »Need Money for Beer«               | 3:36 |
| 4.    | »Ugly, Fat and Still Alive«         | 3:57 |
| 5.    | »Underground (Atmosphere: Hostile)« | 4:24 |
| 6.    | »Voodoo Box«                        | 4:21 |
| 7.    | »Sunscars«                          | 3:22 |
| 8.    | »Zero Dude«                         | 4:25 |
| 9.    | »New Liver Please!«                 | 3:36 |
| 10.   | »Rundown Quarter«                   | 3:34 |
| 11.   | »Alcoholic Nightmares«              | 5:11 |
| 44:29 |                                     |      |

## Zasluge
Tankard
- Gerre – vokali
- Frank Thorwarth – bas-gitara
- Andy Gutjahr – gitara
- Olaf Zissel – bubnjevi

Dodatni glazbenici
- Lucky – prateći vokali
- Frank – prateći vokali

Ostalo osoblje
- Andy Classen – produkcija, miksanje
- Mika Jussila – mastering
- Sebastian Krüger – naslovnica